# العروس الملثمة (فلم 1925)
العروس الملثمة (بالإنجليزية: The Masked Bride) فيلم أمريكي صامت، تم انتاجه عام 1925. من تمثيل فرانسيس بوشمان وماي موراي وبازل راثبون ومن إخراج كريستي كابان.

## روابط خارجية
- مقالات تستعمل روابط فنية بلا صلة مع ويكي بيانات